# Óscar González Marcos
Óscar González Marcos (ur. 12 listopada 1982 w Salamance) – hiszpański piłkarz występujący na pozycji pomocnika lub napastnika. Obecnie jest zawodnikiem Realu Valladolid.

## Kariera
González zawodową karierę rozpoczynał w wówczas pierwszoligowym Realu Valladolid. W Primera División zadebiutował 14 października 2001 w wygranym 4:1 meczu z Athleticiem Bilbao. W debiutanckim sezonie w lidze zagrał 11 razy. Od początku sezonu 2002/2003 stał się podstawowym graczem Realu. 19 stycznia 2003 w wygranym 1:0 pojedynku z Rayo Vallecano strzelił pierwszego gola w trakcie gry w lidze hiszpańskiej. W sezonie 2003/2004 zajął z klubem osiemnaste miejsce w lidze i został z nim zdegradowany do Segunda División. Wówczas odszedł z klubu. W barwach Realu rozegrał w sumie 77 ligowych spotkań i zdobył 12 bramek.
Latem 2004 przeszedł do pierwszoligowego Realu Saragossa. Pierwszy ligowy występ w jego barwach zanotował 17 października 2004 w wygranym 2:1 meczu z Realem Sociedad. Od czasu debiutu był tam podstawowym graczem. W 2008 roku zajął z klubem osiemnaste miejsce w Primera División i spadł z nim do drugiej ligi. Wtedy postanowił odejść z klubu. Łącznie wystąpił tam w 129 ligowych meczach i zdobył 15 bramek.
W 2008 roku podpisał kontrakt z greckim Olympiakosem Pireus. W Alpha Ethniki zadebiutował 13 września 2008 w wygranym 1:0 spotkaniu ze Skodą Xanthi. W 2009 roku zdobył z klubem mistrzostwo Grecji, a także puchar Grecji.
W 2010 roku wrócił do Realu Valladolid.